# Нізо Ямамото
Нізо Ямамото (山本 二三, Yamamoto Nizō, 27 червня 1953 — 19 серпня 2023) — японський арт-директор. Він розпочав свою кар’єру, працюючи над «Конан — хлопчик з майбутнього», але також працював над багатьма повнометражними мультфільмами, зокрема над мультфільмами Studio Ghibli, такими як «Небесний замок Лапута», «Могила світлячків», «Принцеса Мононоке» та «Віднесені привидами». Крім того, він працював над мультфільмом Мамору Хосода «Дівчина, що стрибала крізь час» і мультфільмом Макото Шінкая «Дитя погоди». Він помер від раку шлунка 19 серпня 2023 року у віці 70 років. 